# Municipio de Bourbois
El municipio de Bourbois (en inglés: Bourbois Township) es un municipio ubicado en el condado de Gasconade en el estado estadounidense de Misuri. En el año 2010 tenía una población de 526 habitantes y una densidad poblacional de 5,46 personas por km².

## Geografía
El municipio de Bourbois se encuentra ubicado en las coordenadas 38°11′55″N 91°35′19″O / 38.19861, -91.58861. Según la Oficina del Censo de los Estados Unidos, el municipio tiene una superficie total de 96.26 km², de la cual 95,66 km² corresponden a tierra firme y (0,63 %) 0,6 km² es agua.

## Demografía
Según el censo de 2010, había 526 personas residiendo en el municipio de Bourbois. La densidad de población era de 5,46 hab./km². De los 526 habitantes, el municipio de Bourbois estaba compuesto por el 96,58 % blancos, el 0,19 % eran afroamericanos, el 0,19 % eran amerindios, el 0,76 % eran asiáticos, el 0,38 % eran de otras razas y el 1,9 % eran de una mezcla de razas. Del total de la población el 0,57 % eran hispanos o latinos de cualquier raza.